# Teodor
Teodor eller Theodor er et drengenavn, der kommer af det græske Θεόδωρος (Theodōros), som betyder "Guds gave". Θεός (theos) betyder "Gud", og δώρον (dōron) betyder "gave". Navnet var populært i oldkirken, og adskillige helgener hed det, heriblandt Teodor af Amasea.

## Kendte personer med navnet
- Theodor er et pavenavn:
  - Teodor I, den 79. pave.
  - Teodor, 'modpave'.
  - Teodor II, den 127. pave.
- Theodor Adorno, tysk filosof og komponist.
- Theodor Brorsen, dansk astronom.
- Theodor Christensen, dansk filminstruktør.
- Theodor Herzl, grundlægger af moderne zionisme.
- Theodor Laureng, norsk maler.
- Theodor Philipsen, dansk maler, billedhugger og keramiker.
- Theodore Roosevelt, USA's 26. præsident.
- Theodore Roosevelt, Jr., amerikansk general.

## Fiktive personer
Theodor T, fiktiv modtager af breve i Emil Boesens roman: En religiøs Livsudvikling i Breve fra Cornelis, udgivne af Z, København 1845.
Theodore Felgen Cykelsmed og opfinder i den norske dukkeanimation Bjergkøbing GrandPprix
Teodor Amsted Figur i romanen Den forsvundne fuldmægtig
Theodore "Ted" Evelynn Mosby, en fiktiv person i den amerikanske sitcom How I Met Your Mother.

## Andre sprog
Svensk: Teodor, Theodor
 
Norsk: Teodor, Theodor 
 
Færøysk: Teodor 
 
Finsk: Teutori 
 
Engelsk: Theodore 
 
Tysk: Theodor 
 
Fransk: Théodore 
 
Italiensk: Teodoro 
 
Spansk: Teodoro 